# 喇叭花 (越剧演员)
汪秀珍（1916年—），艺名喇叭花，浙江鄞县人，中华民国越剧女演员。擅演小丑。代表作有《呆大富贵》（饰演呆大）、《王华买父》（饰演王华）和《落帽风》（饰演范仲华）等。

## 生平
13岁时，开始学越剧。1950年，前往台湾，并参加中华越剧团，名满台岛。